# Festival internacional de cinema negre de Manresa
El Festival internacional de cinema negre de Manresa (Fecinema) fou un festival que se celebrà anualment a la ciutat de Manresa entre 1999 i 2012. Es va iniciar l'any 1999 i premiava principalment curtmetratges de cinema negre, al mateix temps que es mostraven pel·lícules de la mateixa temàtica. També es donaven premis als millors guions per a curtmetratge, millor idea i millor còmic, sempre del gènere negre. Se solia celebrar durant la tercera setmana d'octubre.

## Història

### VI edició (2004)
Del 14 al 18 d'octubre del 2004. La sisena edició es caracteritza per ampliar els actes a altres poblacions de la comarca del Bages; Callús, Artés, Calders i Navarcles
Inclou les seccions següents; secció oficial de cinema negre, secció oficial de cinema fantàstic i la secció pantalla d'actualitat, a més de tota mena d'actes paral·lels. S'inaugurà amb la pel·lícula de Michael Mann, Collateral i es clausurà amb la de Joseph Ruben, Misteriosa obsessió (The Forgotten).